# Winnsboro Mills
Winnsboro Mills é uma Região censo-designada localizada no estado norte-americano de Carolina do Sul, no Condado de Fairfield.

## Demografia
Segundo o censo norte-americano de 2000, a sua população era de 2263 habitantes.

## Geografia
De acordo com o United States Census Bureau tem uma área de
7,1 km², dos quais 7,1 km² cobertos por terra e 0,0 km² cobertos por água. Winnsboro Mills localiza-se a aproximadamente 177 m acima do nível do mar.

## Localidades na vizinhança
O diagrama seguinte representa as localidades num raio de 32 km ao redor de Winnsboro Mills.